# Mnětice
Mnětice jsou vesnice, část statutárního města Pardubice a součástí městského obvodu Pardubice IV ve stejnojmenném okrese v Pardubickém kraji. Do Mnětic jezdí linka MHD č. 12. Až do konce 19. století se jako osada Mnětic uváděl Štětín (také Stětín).

## Historie
První písemná zmínka o vesnici pochází z roku 1244.

## Obyvatelstvo
| Rok            | 1869 | 1880 | 1890 | 1900 | 1910 | 1921 | 1930 | 1950 | 1961 | 1970 | 1980 | 1991 | 2001 | 2011 | 2021 |
| -------------- | ---- | ---- | ---- | ---- | ---- | ---- | ---- | ---- | ---- | ---- | ---- | ---- | ---- | ---- | ---- |
| Počet obyvatel | 384  | 362  | 404  | 385  | 431  | 429  | 416  | 345  | 350  | 347  | 304  | 332  | 323  | 368  | 364  |
| Počet domů     | 49   | 47   | 47   | 51   | 56   | 58   | 78   | 89   | 89   | 82   | 85   | 111  | 114  | 123  | 128  |

## Obecní správa
Při sčítání lidu v letech 1850–1960 Mnětice byly samostatnou obcí, se kterým patřily nejprve do okresu Pardubice, ale v roce 1950 v okrese Pardubice-okolí. V letech 1961–1976 byly částí obce Černá za Bory v okrese Pardubice. Od 30. dubna 1976 jsou částí statutárního města Pardubice ve stejnojmenném okrese.

## Osobnosti
- Josef Chrbolka (1912–1942), odbojář z období druhé světové války popravený nacisty

## Fotogalerie

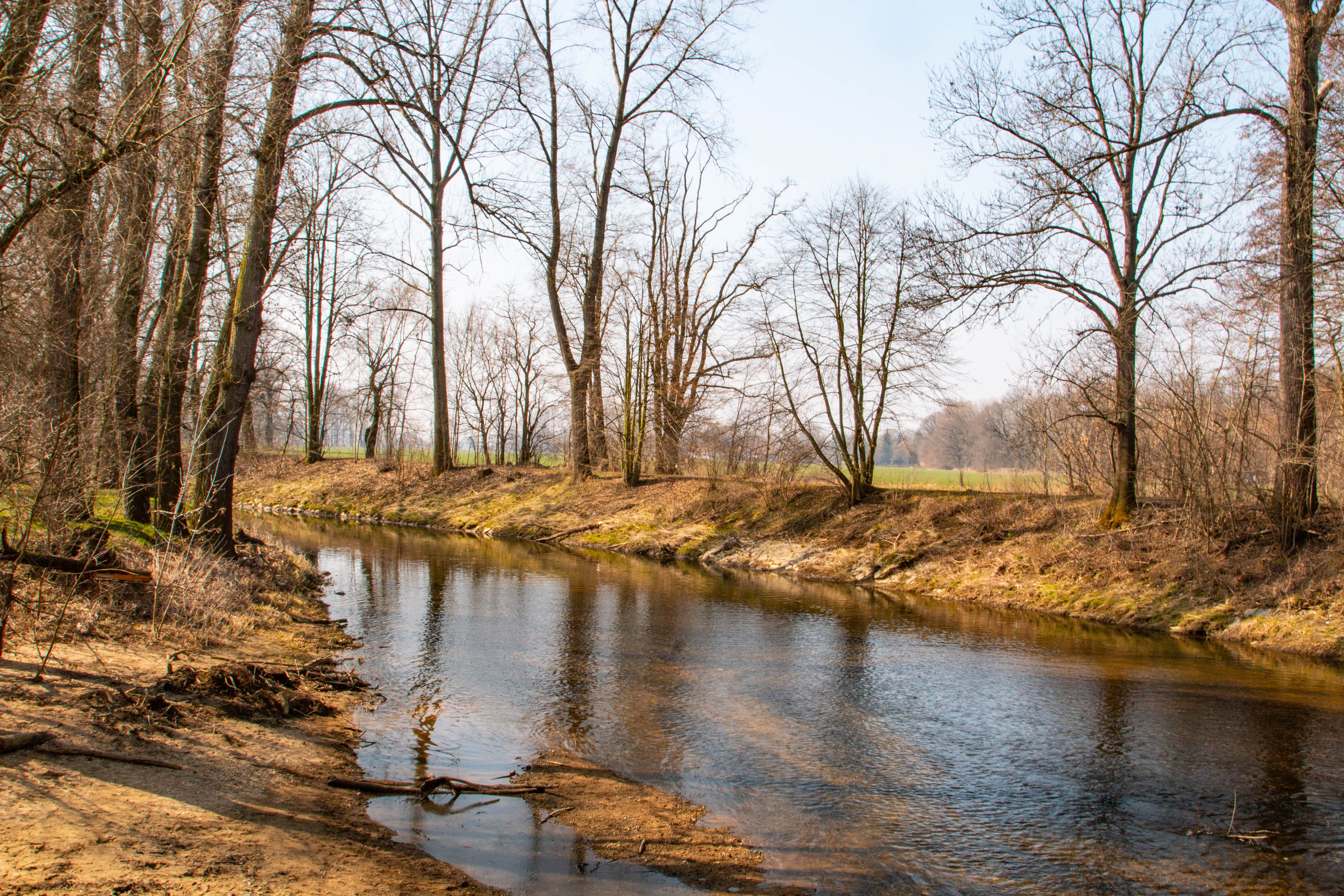
Chrudimka u jezu v Mněticích
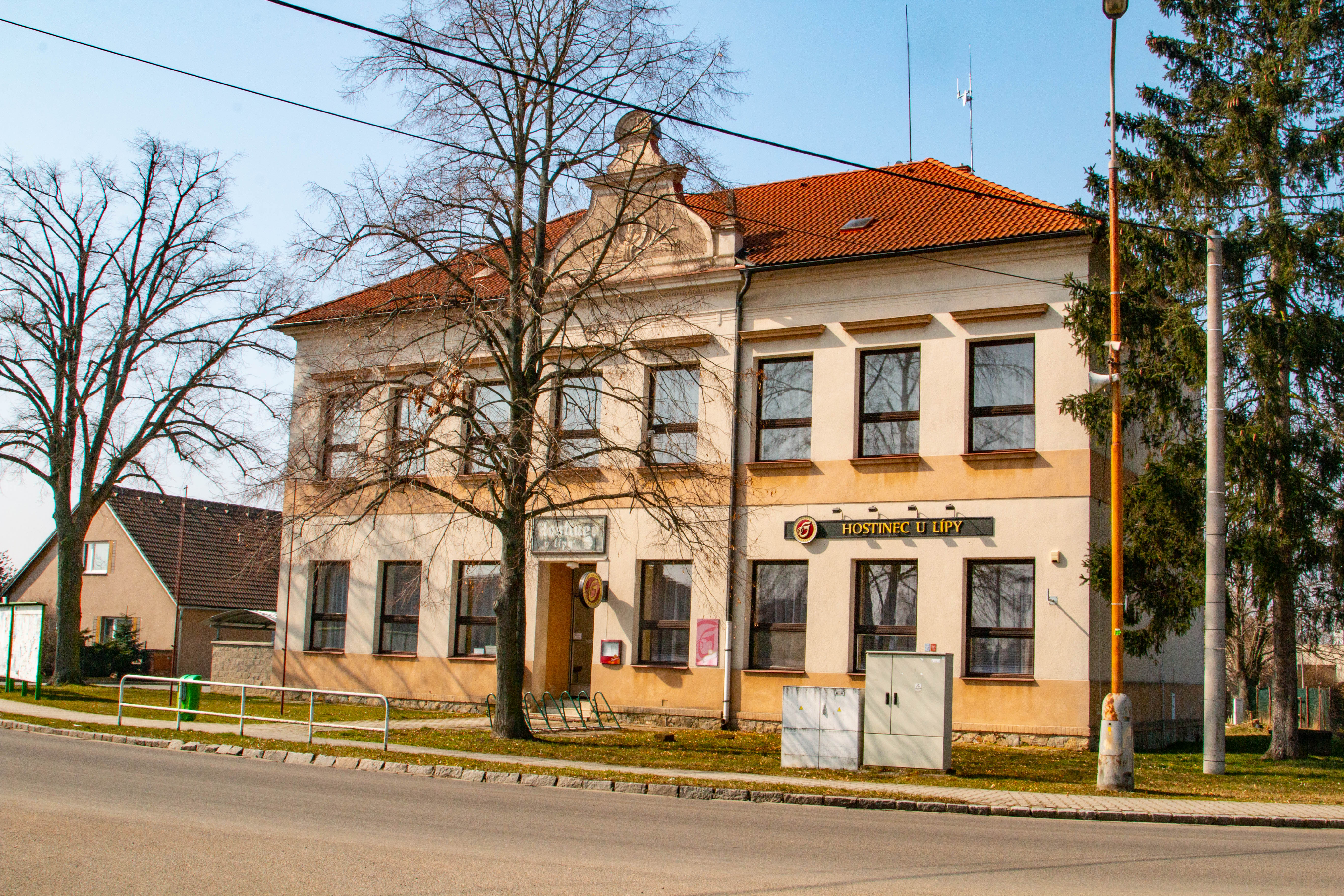
Mnětice - bývalá škola
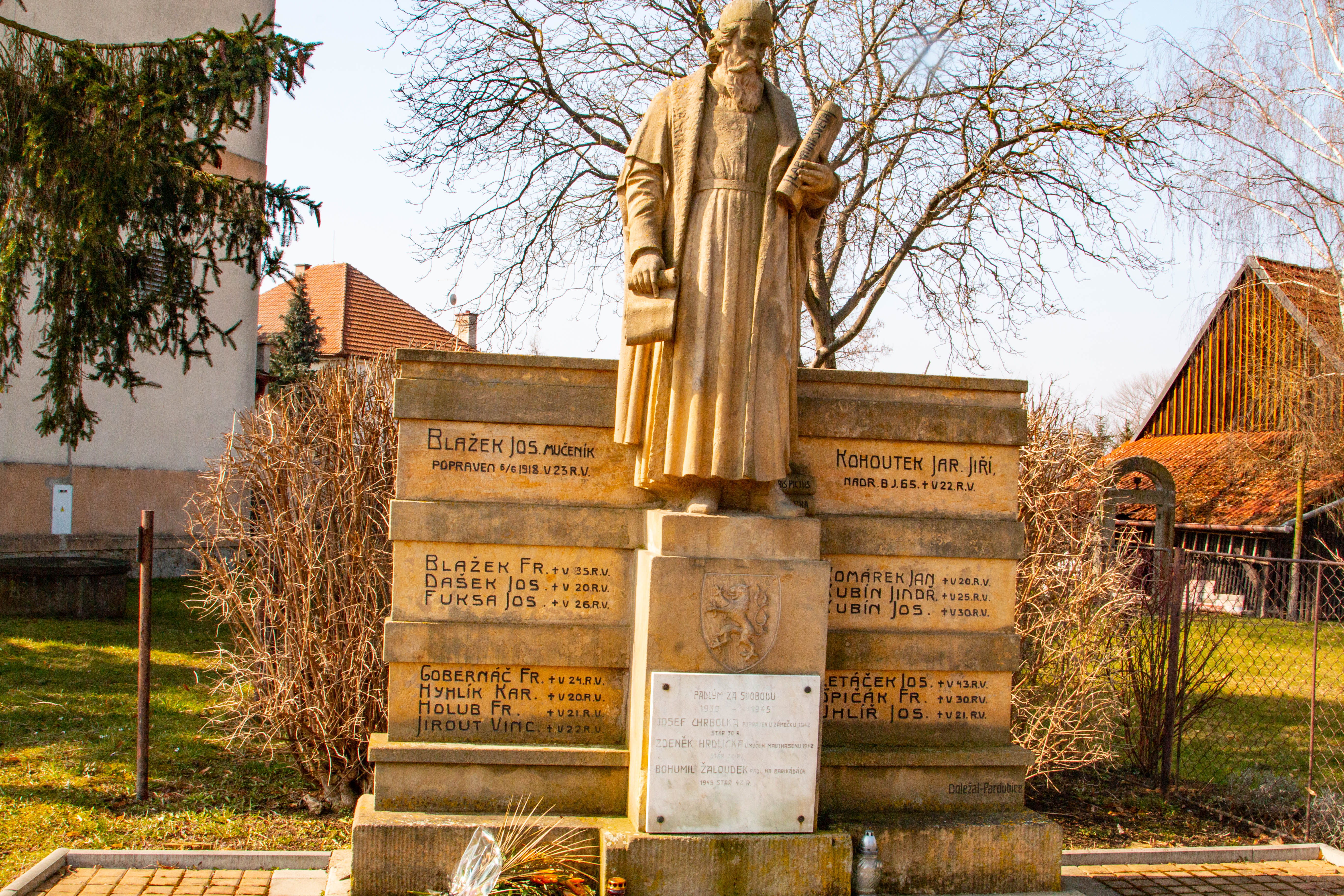
Mnětice - pomník padlých v první světové válce
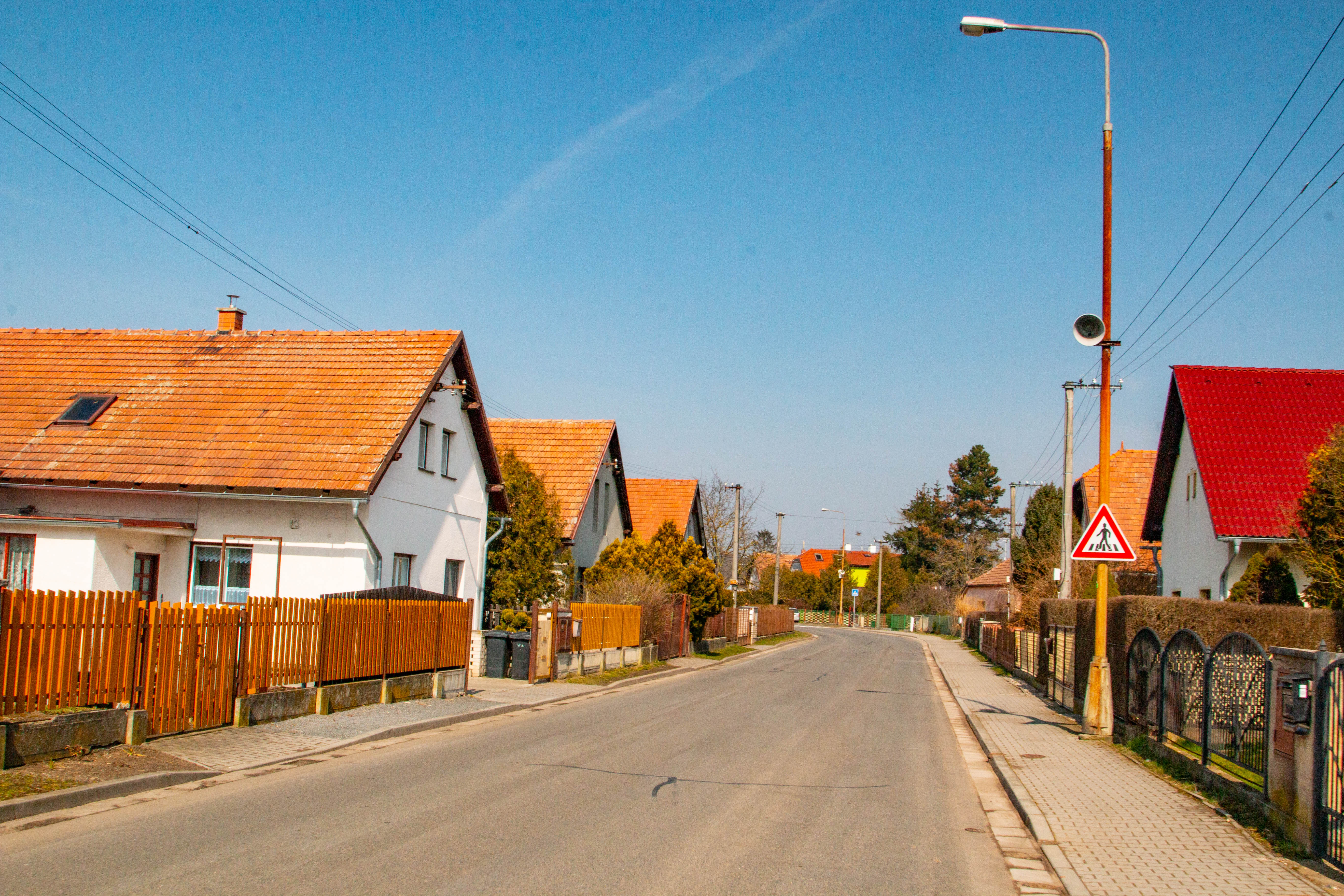
Mnětice - ulice Tuněchodská
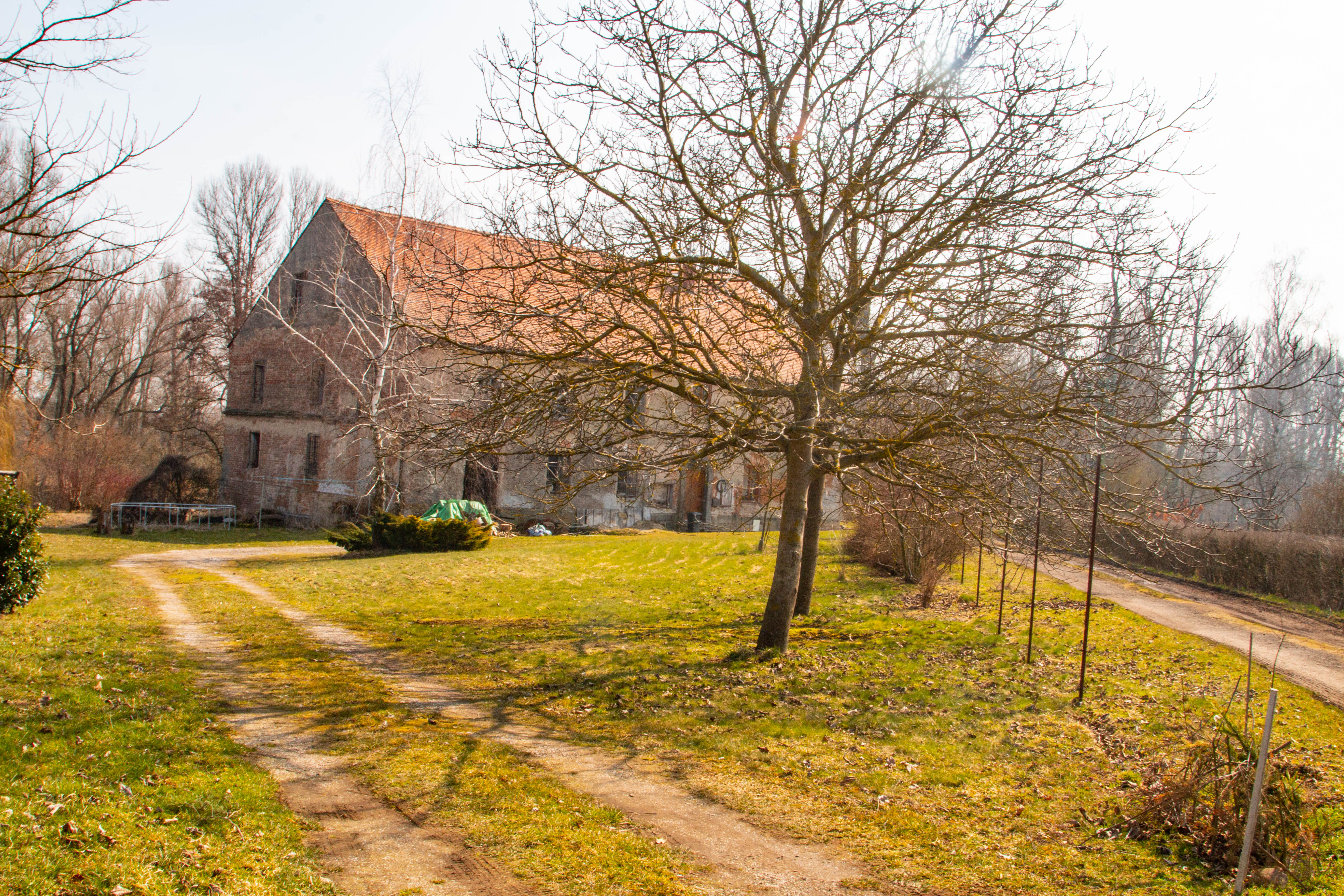
Osada Štětín u Mnětic